# بلوک سیاه

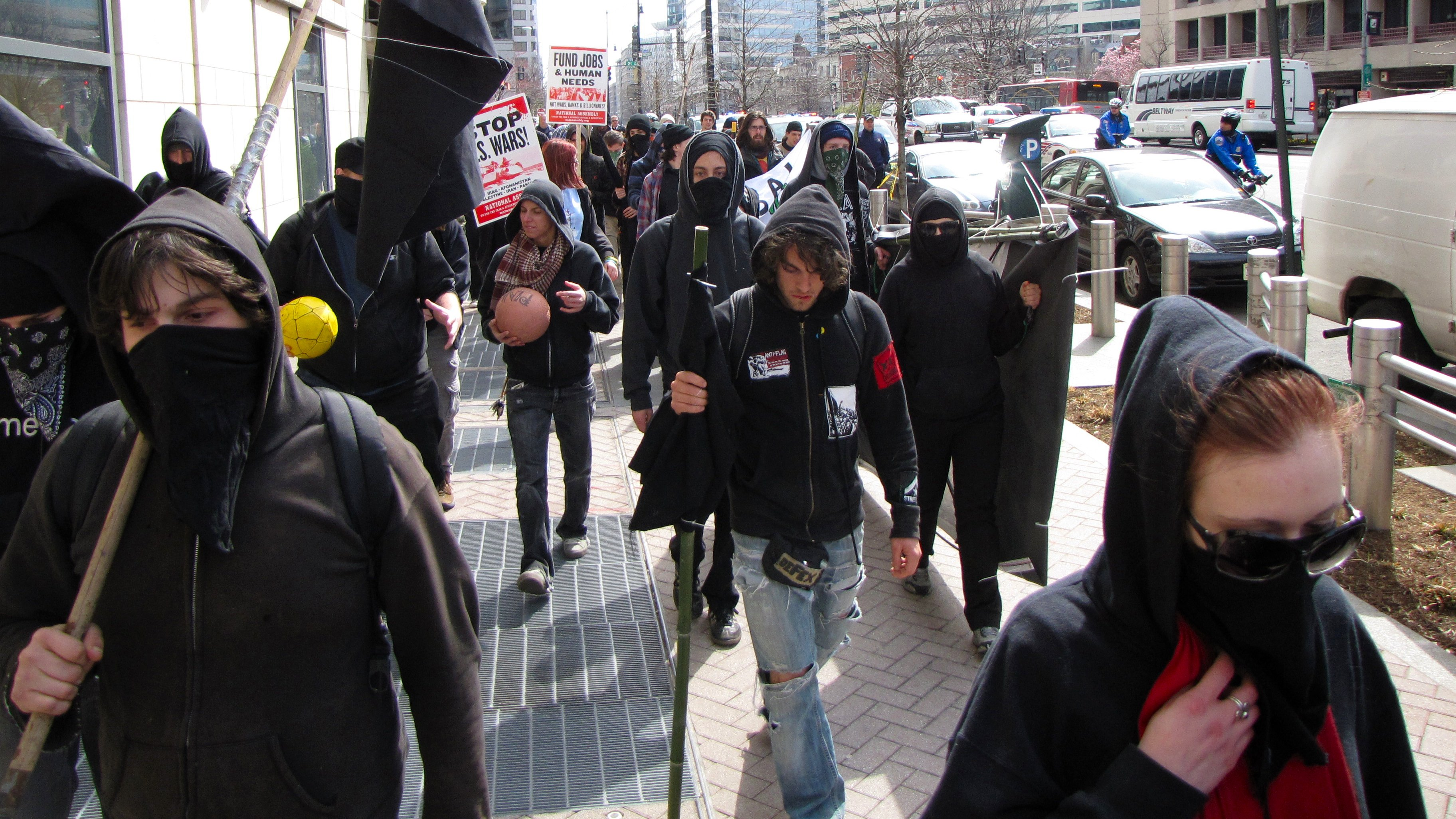
یک گروه بلوک سیاه در تظاهراتی در نزدیکی بانک جهانی در واشینگتن، دی.سی. سال ۲۰۰۹. بعضی از معترضان هودی به تن دارند در حالی که برخی دیگر از شال، عینک آفتابی و ماسک برای پوشاندن کامل‌تر چهره‌شان استفاده کرده‌اند.

بلوک سیاه (به انگلیسی: Black bloc) تاکتیکی است که توسط گروهی از معترضان با پوشش سیاه به‌کار گرفته می‌شود. آن‌ها از روسری، عینک آفتابی، ماسک اسکی، کلاه ایمنی موتورسیکلت یا اقلام دیگری که صورت را بپوشاند و محافظت‌کند استفاده می‌کنند. این پوشش برای پنهان کردن هویت معترضان و جلوگیری از تعقیب قانونی‌شان از طریق مشکل‌تر کردن تشخیص شرکت‌کنندگان استفاده می‌شود. همچنین گاهی برای محافظت از صورت و چشم‌ها در برابر اسپری فلفلِ مأموران و نیروهای قانونی در تظاهرات و ناآرامی‌های مدنی به‌کار می‌رود. این تاکتیک به گروه‌ها این امکان را می‌دهد تا به شکل یک جمعیت منسجم و یکپارچهٔ بزرگ به‌نظر برسند.